# Leymus vancouverensis
Leymus vancouverensis är en gräsart som först beskrevs av George Vasey, och fick sitt nu gällande namn av Pilg.. Leymus vancouverensis ingår i släktet strandrågssläktet, och familjen gräs. Inga underarter finns listade i Catalogue of Life.